# 徐禮 (成化進士)
徐禮，字敬先，浙江杭州府餘杭縣人，民籍，明朝政治人物。進士出身。

## 生平
出身國子監監生，浙江鄉試第二十七名。成化十四年（1478年）戊戌科會試第三百四十三名，殿試登進士第三甲第一百七十七名。授知縣，二十二年十月擢授南京试御史，弘治二年（1489年）九月以天變上言四事。八年十月出为廣東按察司佥事，十四年十二月考察闲住。

## 家族
曾祖父徐週。祖父徐擇善。父亲徐儒，字士英，号菊隐，封文林郎監察御史。母李氏。兄李仁、李义。